# Casanova (Corsica)
Casanova (Corsicaans: Casinca) is een gemeente in het Franse departement Haute-Corse (regio Corsica) en telt 304 inwoners (2006). De oppervlakten bedraagt 9,89 km², de bevolkingsdichtheid is 31 inwoners per km².

## Geografie

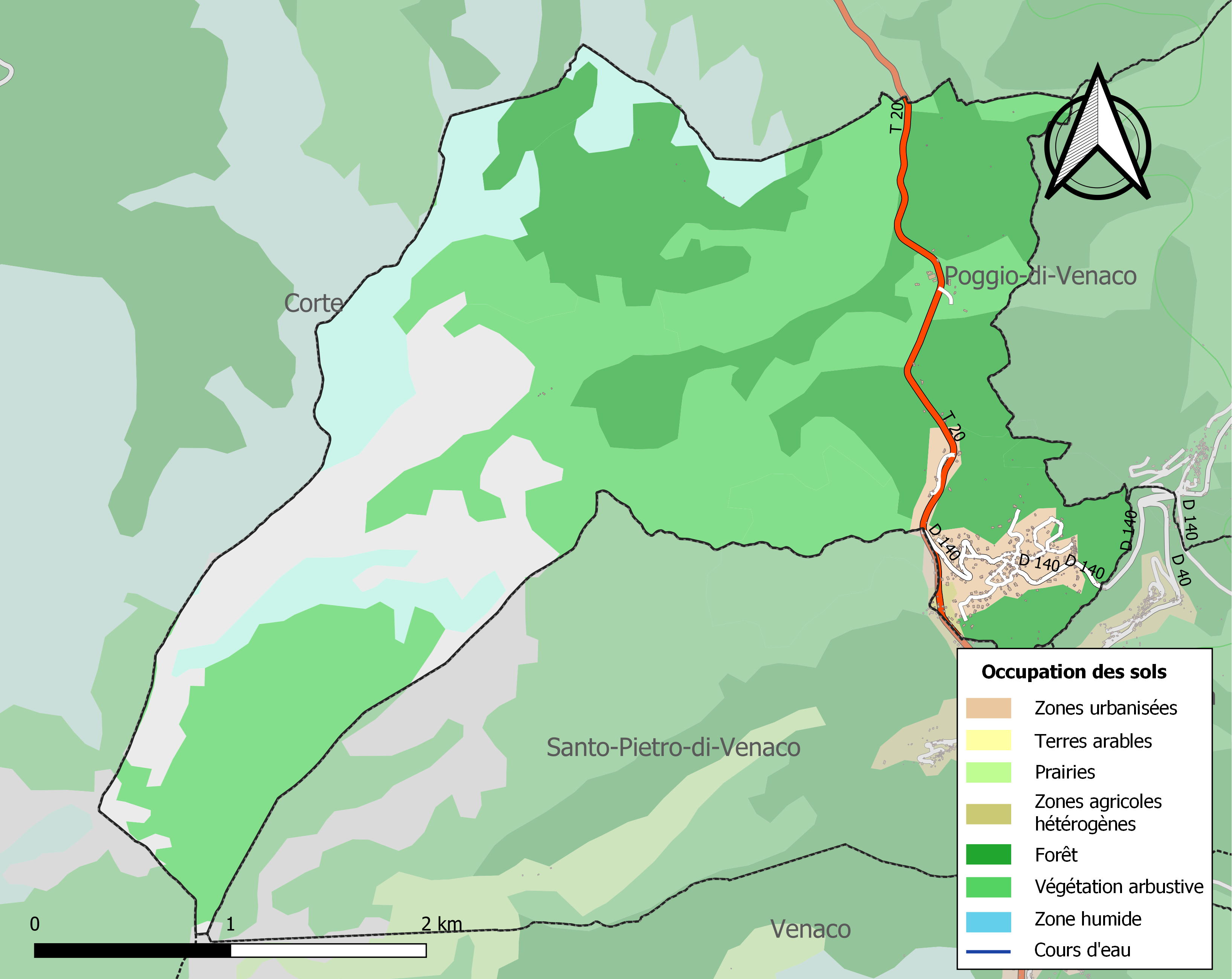
Kaart van de gemeente met de belangrijkste infrastructuur, bodemgebruik en omliggende gemeenten

## Demografie
Onderstaande figuur toont het verloop van het inwonertal.
Vanwege een beveiligingsprobleem met de MediaWiki Graph-software is het momenteel niet mogelijk deze grafiek weer te geven. Zodra de software is bijgewerkt zal de grafiek vanzelf weer zichtbaar worden.